# (464408) 2016 BE20
(464408) 2016 BE20 es un asteroide perteneciente al cinturón de asteroides, descubierto el 6 de mayo de 2006 por el equipo Spacewatch desde el Observatorio Nacional de Kitt Peak (Arizona, Estados Unidos).